# Patinação artística nos Jogos Olímpicos de Inverno de 2010 - Individual masculino
O evento individual masculino da patinação artística nos Jogos Olímpicos de Inverno de 2010 ocorreu no Pacific Coliseum, em Vancouver, Colúmbia Britânica, em 16 e 18 de fevereiro.

## Medalhistas
| Ouro   | USA Evan Lysacek      |
| Prata  | RUS Evgeni Plushenko  |
| Bronze | JPN Daisuke Takahashi |

## Resultados

### Programa curto
O programa curto foi disputado em 16 de fevereiro.
| Pos. | Patinador            | País                | PST   | PET   | PCP   | HP   | TR   | PE   | CO   | IN   | Ded  | Nº |
| ---- | -------------------- | ------------------- | ----- | ----- | ----- | ---- | ---- | ---- | ---- | ---- | ---- | -- |
| 1    | Evgeni Plushenko     | RUS Rússia          | 90.85 | 51.10 | 39.75 | 8.20 | 6.80 | 8.65 | 7.85 | 8.25 | 0.00 | 10 |
| 2    | Evan Lysacek         | USA Estados Unidos  | 90.30 | 48.30 | 42.00 | 8.20 | 7.95 | 8.60 | 8.50 | 8.75 | 0.00 | 28 |
| 3    | Daisuke Takahashi    | JPN Japão           | 90.25 | 48.90 | 41.35 | 8.30 | 7.50 | 8.55 | 8.30 | 8.70 | 0.00 | 17 |
| 4    | Nobunari Oda         | JPN Japão           | 84.85 | 46.00 | 38.85 | 8.00 | 7.15 | 8.00 | 7.80 | 7.90 | 0.00 | 20 |
| 5    | Stéphane Lambiel     | SUI Suíça           | 84.63 | 41.48 | 43.15 | 8.50 | 8.20 | 8.65 | 8.65 | 9.15 | 0.00 | 19 |
| 6    | Johnny Weir          | USA Estados Unidos  | 82.10 | 42.90 | 39.20 | 7.90 | 7.45 | 7.90 | 7.80 | 8.15 | 0.00 | 25 |
| 7    | Patrick Chan         | CAN Canadá          | 81.12 | 41.42 | 40.70 | 8.30 | 7.85 | 8.00 | 8.25 | 8.30 | 1.00 | 24 |
| 8    | Takahiko Kozuka      | JPN Japão           | 79.59 | 42.14 | 37.45 | 7.60 | 7.25 | 7.55 | 7.60 | 7.45 | 0.00 | 22 |
| 9    | Michal Březina       | CZE República Checa | 78.80 | 42.50 | 36.30 | 7.35 | 7.00 | 7.35 | 7.30 | 7.30 | 0.00 | 30 |
| 10   | Denis Ten            | KAZ Cazaquistão     | 76.24 | 41.24 | 35.00 | 7.20 | 6.55 | 7.10 | 6.90 | 7.25 | 0.00 | 16 |
| 11   | Florent Amodio       | FRA França          | 75.35 | 41.90 | 33.45 | 6.65 | 6.40 | 6.80 | 6.65 | 6.95 | 0.00 | 4  |
| 12   | Kevin Van Der Perren | BEL Bélgica         | 72.90 | 39.20 | 33.70 | 6.95 | 6.35 | 6.95 | 6.60 | 6.85 | 0.00 | 26 |
| 13   | Artem Borodulin      | RUS Rússia          | 72.24 | 39.94 | 32.30 | 6.50 | 5.95 | 6.70 | 6.55 | 6.60 | 0.00 | 13 |
| 14   | Samuel Contesti      | ITA Itália          | 70.60 | 36.60 | 35.00 | 7.15 | 6.60 | 7.10 | 7.00 | 7.15 | 1.00 | 23 |
| 15   | Jeremy Abbott        | USA Estados Unidos  | 69.40 | 30.70 | 38.70 | 7.90 | 7.75 | 7.30 | 7.85 | 7.90 | 0.00 | 29 |
| 16   | Javier Fernández     | ESP Espanha         | 68.69 | 37.64 | 31.05 | 6.25 | 5.85 | 6.30 | 6.15 | 6.50 | 0.00 | 15 |
| 17   | Stefan Lindemann     | GER Alemanha        | 68.50 | 37.70 | 30.80 | 6.40 | 5.85 | 6.30 | 6.05 | 6.20 | 0.00 | 14 |
| 18   | Brian Joubert        | FRA França          | 68.00 | 31.90 | 37.10 | 7.90 | 6.80 | 7.45 | 7.35 | 7.60 | 1.00 | 21 |
| 19   | Tomáš Verner         | CZE República Checa | 65.32 | 30.02 | 36.30 | 7.50 | 7.05 | 7.20 | 7.30 | 7.25 | 1.00 | 27 |
| 20   | Paolo Bacchini       | ITA Itália          | 64.42 | 34.82 | 29.60 | 5.90 | 5.55 | 6.00 | 6.00 | 6.15 | 0.00 | 11 |
| 21   | Anton Kovalevski     | UKR Ucrânia         | 63.81 | 36.66 | 27.15 | 5.60 | 4.90 | 5.60 | 5.40 | 5.65 | 0.00 | 2  |
| 22   | Adrian Schultheiss   | SWE Suécia          | 63.13 | 32.78 | 30.35 | 6.25 | 5.85 | 6.25 | 6.00 | 6.00 | 0.00 | 18 |
| 23   | Viktor Pfeifer       | AUT Áustria         | 60.88 | 34.08 | 26.80 | 5.45 | 5.05 | 5.50 | 5.25 | 5.55 | 0.00 | 5  |
| 24   | Vaughn Chipeur       | CAN Canadá          | 57.22 | 30.22 | 27.00 | 5.80 | 5.05 | 5.35 | 5.40 | 5.40 | 0.00 | 9  |
| 25   | Ri Song Chol         | PRK Coreia do Norte | 56.60 | 33.40 | 23.20 | 5.15 | 4.15 | 4.80 | 4.60 | 4.50 | 0.00 | 1  |
| 26   | Abzal Rakimgaliev    | KAZ Cazaquistão     | 55.88 | 32.48 | 23.40 | 5.05 | 4.45 | 4.80 | 4.50 | 4.60 | 0.00 | 6  |
| 27   | Gregor Urbas         | SLO Eslovênia       | 53.02 | 28.92 | 24.10 | 5.10 | 4.45 | 4.85 | 4.90 | 4.80 | 0.00 | 3  |
| 28   | Przemysław Domański  | POL Polônia         | 52.14 | 28.44 | 23.70 | 4.80 | 4.60 | 4.80 | 4.80 | 4.70 | 0.00 | 7  |
| 29   | Zoltán Kelemen       | ROU Romênia         | 51.95 | 27.40 | 25.55 | 5.25 | 4.75 | 5.25 | 5.10 | 5.20 | 1.00 | 12 |
| 30   | Ari-Pekka Nurmenkari | FIN Finlândia       | 44.62 | 22.72 | 22.90 | 5.00 | 4.30 | 4.50 | 4.70 | 4.40 | 1.00 | 8  |

### Patinação livre
A patinação livre foi disputada em 18 de fevereiro.
| Pos. | Patinador            | País                | PST    | PET   | PCP   | HP   | TR   | PE   | CO   | IN   | Ded  | Nº |
| ---- | -------------------- | ------------------- | ------ | ----- | ----- | ---- | ---- | ---- | ---- | ---- | ---- | -- |
| 1    | Evan Lysacek         | USA Estados Unidos  | 167.37 | 84.57 | 82.80 | 8.20 | 7.95 | 8.50 | 8.35 | 8.40 | 0.00 | 19 |
| 2    | Evgeni Plushenko     | RUS Rússia          | 165.51 | 82.71 | 82.80 | 8.40 | 7.25 | 8.80 | 8.20 | 8.75 | 0.00 | 24 |
| 3    | Stéphane Lambiel     | SUI Suíça           | 162.09 | 78.49 | 83.60 | 8.30 | 8.05 | 8.30 | 8.45 | 8.70 | 0.00 | 21 |
| 4    | Patrick Chan         | CAN Canadá          | 160.30 | 79.30 | 82.00 | 8.35 | 7.95 | 8.20 | 8.25 | 8.25 | 1.00 | 17 |
| 5    | Daisuke Takahashi    | JPN Japão           | 156.98 | 73.48 | 84.50 | 8.55 | 8.15 | 8.50 | 8.40 | 8.65 | 1.00 | 22 |
| 6    | Johnny Weir          | USA Estados Unidos  | 156.77 | 79.67 | 79.67 | 7.70 | 7.75 | 7.80 | 7.75 | 7.85 | 0.00 | 23 |
| 7    | Nobunari Oda         | JPN Japão           | 153.69 | 79.69 | 77.00 | 8.00 | 7.25 | 7.80 | 7.70 | 7.75 | 3.00 | 20 |
| 8    | Takahiko Kozuka      | JPN Japão           | 151.60 | 78.40 | 74.20 | 7.60 | 7.05 | 7.55 | 7.50 | 7.40 | 1.00 | 13 |
| 9    | Jeremy Abbott        | USA Estados Unidos  | 149.56 | 71.56 | 79.00 | 7.90 | 7.80 | 7.80 | 7.95 | 8.05 | 1.00 | 9  |
| 10   | Javier Fernández     | ESP Espanha         | 137.99 | 68.19 | 70.80 | 6.90 | 6.45 | 7.30 | 7.15 | 7.60 | 1.00 | 11 |
| 11   | Michal Březina       | CZE República Checa | 137.93 | 67.43 | 71.50 | 7.30 | 6.80 | 7.20 | 7.30 | 7.15 | 1.00 | 18 |
| 12   | Artem Borodulin      | RUS Rússia          | 137.92 | 72.62 | 65.30 | 6.60 | 5.95 | 6.95 | 6.50 | 6.65 | 0.00 | 8  |
| 13   | Adrian Schultheiss   | SWE Suécia          | 137.31 | 74.01 | 63.30 | 6.25 | 5.95 | 6.45 | 6.40 | 6.60 | 0.00 | 6  |
| 14   | Denis Ten            | KAZ Cazaquistão     | 135.01 | 67.61 | 67.40 | 6.85 | 6.30 | 6.85 | 6.80 | 6.90 | 0.00 | 14 |
| 15   | Florent Amodio       | FRA França          | 134.95 | 63.25 | 71.70 | 7.30 | 6.85 | 7.15 | 7.20 | 7.35 | 0.00 | 16 |
| 16   | Brian Joubert        | FRA França          | 132.22 | 59.12 | 74.10 | 7.80 | 6.75 | 7.40 | 7.55 | 7.55 | 1.00 | 12 |
| 17   | Tomáš Verner         | CZE República Checa | 119.42 | 52.62 | 67.80 | 7.05 | 6.50 | 6.45 | 7.20 | 6.70 | 1.00 | 1  |
| 18   | Kevin Van Der Perren | BEL Bélgica         | 116.94 | 54.04 | 62.90 | 6.55 | 5.90 | 6.20 | 6.35 | 6.45 | 0.00 | 15 |
| 19   | Samuel Contesti      | ITA Itália          | 116.90 | 50.20 | 66.70 | 6.70 | 6.20 | 6.70 | 6.75 | 7.00 | 0.00 | 10 |
| 20   | Viktor Pfeifer       | AUT Áustria         | 115.05 | 61.25 | 54.80 | 5.60 | 5.00 | 5.50 | 5.55 | 5.75 | 1.00 | 3  |
| 21   | Vaughn Chipeur       | CAN Canadá          | 113.70 | 55.10 | 58.60 | 6.00 | 5.40 | 5.90 | 5.95 | 6.05 | 0.00 | 4  |
| 22   | Paolo Bacchini       | ITA Itália          | 112.79 | 55.19 | 57.60 | 5.95 | 5.20 | 5.95 | 5.75 | 5.95 | 0.00 | 2  |
| 23   | Stefan Lindemann     | GER Alemanha        | 103.48 | 46.68 | 56.80 | 6.15 | 5.35 | 5.70 | 5.75 | 5.45 | 0.00 | 7  |
| 24   | Anton Kovalevski     | UKR Ucrânia         | 102.09 | 49.99 | 55.10 | 5.70 | 5.30 | 5.45 | 5.60 | 5.50 | 3.00 | 5  |

### Total
| Pos.                                 | Patinador            | País                | Pontuação total | PC | PL |
| ------------------------------------ | -------------------- | ------------------- | --------------- | -- | -- |
| Medalha de ouro                      | Evan Lysacek         | USA Estados Unidos  | 257.67          | 2  | 1  |
| Medalha de prata                     | Evgeni Plushenko     | RUS Rússia          | 256.36          | 1  | 2  |
| Medalha de bronze                    | Daisuke Takahashi    | JPN Japão           | 247.23          | 3  | 5  |
| 4                                    | Stéphane Lambiel     | SUI Suíça           | 246.72          | 5  | 3  |
| 5                                    | Patrick Chan         | CAN Canadá          | 241.42          | 7  | 4  |
| 6                                    | Johnny Weir          | USA Estados Unidos  | 238.87          | 6  | 6  |
| 7                                    | Nobunari Oda         | JPN Japão           | 238.54          | 4  | 7  |
| 8                                    | Takahiko Kozuka      | JPN Japão           | 231.19          | 8  | 8  |
| 9                                    | Jeremy Abbott        | USA Estados Unidos  | 218.96          | 15 | 9  |
| 10                                   | Michal Březina       | CZE República Checa | 216.73          | 9  | 11 |
| 11                                   | Denis Ten            | KAZ Cazaquistão     | 211.25          | 10 | 14 |
| 12                                   | Florent Amodio       | FRA França          | 210.30          | 11 | 15 |
| 13                                   | Artem Borodulin      | RUS Rússia          | 210.16          | 13 | 12 |
| 14                                   | Javier Fernández     | ESP Espanha         | 206.68          | 16 | 10 |
| 15                                   | Adrian Schultheiss   | SWE Suécia          | 200.44          | 22 | 13 |
| 16                                   | Brian Joubert        | FRA França          | 200.22          | 18 | 16 |
| 17                                   | Kevin Van Der Perren | BEL Bélgica         | 189.84          | 12 | 18 |
| 18                                   | Samuel Contesti      | ITA Itália          | 187.50          | 14 | 19 |
| 19                                   | Tomáš Verner         | CZE República Checa | 184.74          | 19 | 17 |
| 20                                   | Paolo Bacchini       | ITA Itália          | 177.21          | 20 | 22 |
| 21                                   | Viktor Pfeifer       | AUT Áustria         | 175.93          | 23 | 20 |
| 22                                   | Stefan Lindemann     | GER Alemanha        | 171.98          | 17 | 23 |
| 23                                   | Vaughn Chipeur       | CAN Canadá          | 170.92          | 24 | 21 |
| 24                                   | Anton Kovalevski     | UKR Ucrânia         | 165.90          | 21 | 24 |
| Não avançaram para a patinação livre |                      |                     |                 |    |    |
| 25                                   | Ri Song Chol         | PRK Coreia do Norte | 56.60           | 25 |    |
| 26                                   | Abzal Rakimgaliev    | KAZ Cazaquistão     | 55.88           | 26 |    |
| 27                                   | Gregor Urbas         | SLO Eslovênia       | 53.02           | 27 |    |
| 28                                   | Przemysław Domański  | POL Polônia         | 52.14           | 28 |    |
| 29                                   | Zoltán Kelemen       | ROU Romênia         | 51.95           | 29 |    |
| 30                                   | Ari-Pekka Nurmenkari | FIN Finlândia       | 44.62           | 30 |    |

Legenda
| Recorde mundial      | Recorde mundial (World record)               |                       | Recorde africano                      | Recorde africano (African) |                                           | Q | Classificado por posição (Qualified) |
| Recorde olímpico     | Recorde olímpico (Olympic record)            | Recorde da América    | Recorde da América (Americas)         | q                          | Classificado por melhor tempo (Qualified) |   |                                      |
| Melhor marca do ano  | Melhor marca do ano (World leading)          | Recorde asiático      | Recorde asiático (Asian)              | DNS                        | Não largou (Did not start)                |   |                                      |
| Recorde nacional     | Recorde nacional (National record)           | Recorde europeu       | Recorde europeu (European)            | DNF                        | Não terminou (Did not finish)             |   |                                      |
| Recorde pessoal      | Recorde pessoal do atleta (Personal best)    | Recorde da Oceania    | Recorde da Oceania (Oceania)          | DSQ / DQ                   | Desclassificado (Disqualified)            |   |                                      |
| Recorde da temporada | Recorde da temporada do atleta (Season best) | Recorde sul-americano | Recorde sul-americano (South America) | NM                         | Sem marca (No mark)                       |   |                                      |